# Marcel Pagnol
Ne doit pas être confondu avec Marcel Planiol.
Marcel Pagnol, né le 28 février 1895 à Aubagne (Bouches-du-Rhône) et mort à Paris le 18 avril 1974, est un écrivain, dramaturge, cinéaste et producteur français.
Il devient célèbre avec Topaze, pièce de théâtre créée en Allemagne en 1927 puis présentée en France en octobre 1928. Il fonde à Marseille en 1934 sa propre société de production et ses studios de cinéma puis réalise de nombreux films avec les grands acteurs de la période parmi lesquels on note Raimu, Fernandel et Pierre Fresnay dans des films comme Angèle (1934), Regain (1937) ou La Femme du boulanger (1938).
En 1946, il est élu à l'Académie française. Après 1956, il s'éloigne du cinéma et du théâtre et entreprend la rédaction de ses Souvenirs d'enfance avec notamment : La Gloire de mon père et Le Château de ma mère. Il publie enfin, en 1962, L'Eau des collines, roman en deux tomes : Jean de Florette et Manon des Sources, inspiré de son film Manon des sources, réalisé dix ans auparavant et interprété par Jacqueline Pagnol.

## Biographie

### Origines familiales

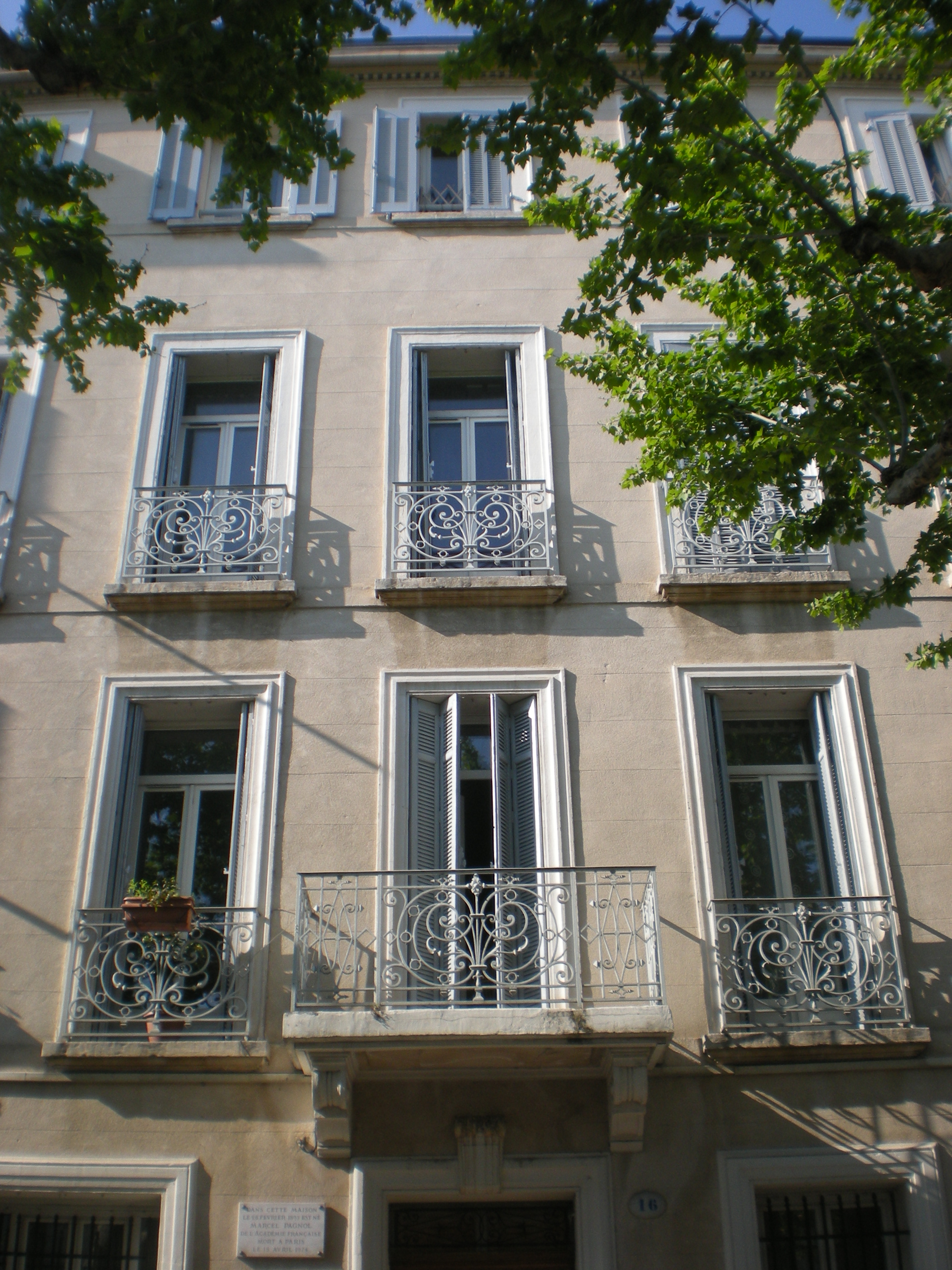
Maison natale de Pagnol.

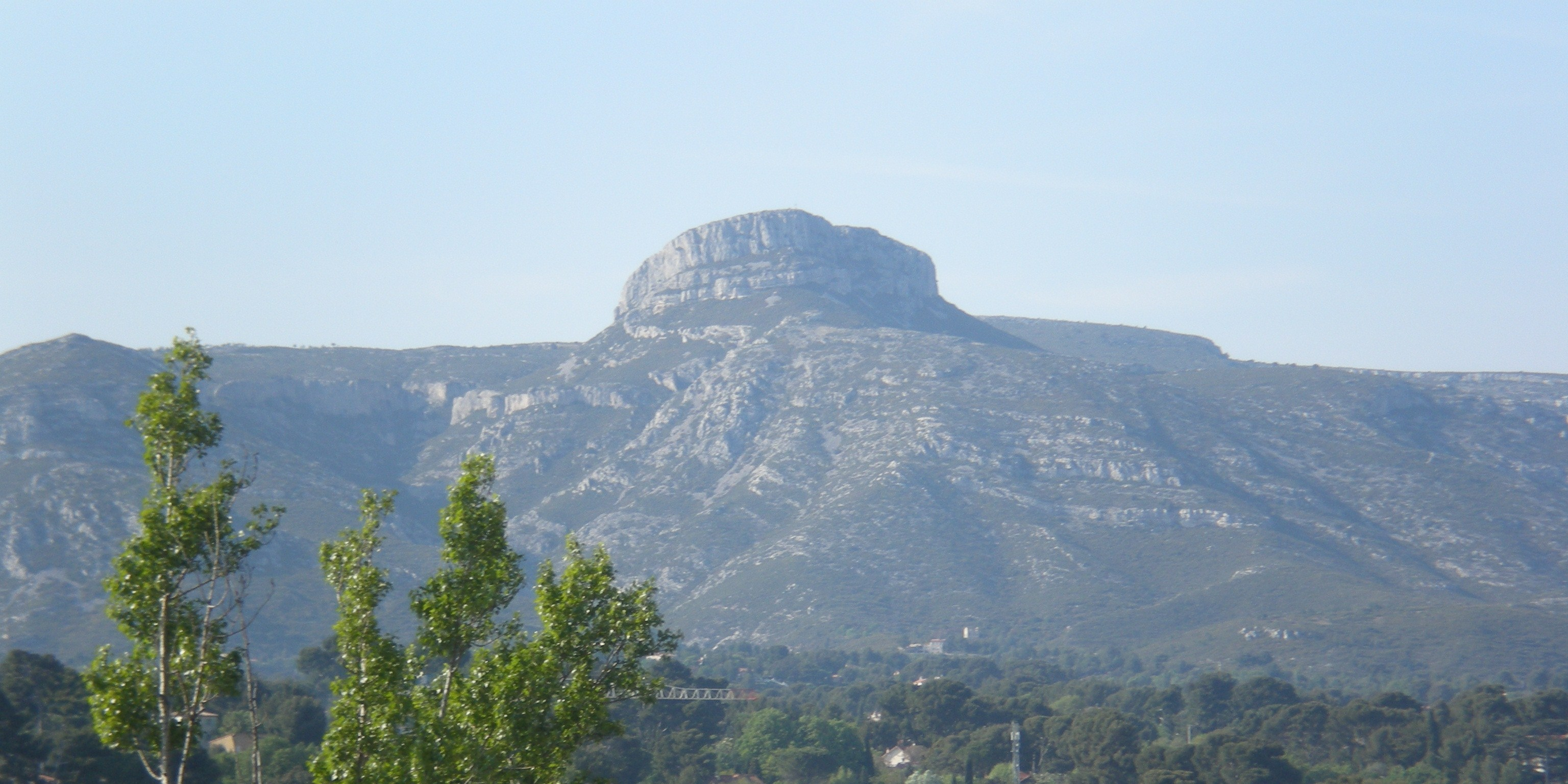
Le Garlaban vu d'Aubagne.

Marcel Pagnol est le fils de Joseph Pagnol (1869-1951), instituteur à Aubagne depuis 1889, laïque et républicain et d'Augustine Pauline Henriette Lansot (1873-1910), couturière à la santé fragile de confession catholique. Il est l'aîné de trois autres enfants : Paul Pagnol, né en 1898, Germaine, née en 1902 et René, né en 1909. Un frère aîné, Maurice, né le 2 avril 1894 et mort le 18 août de la même année, ne sera jamais mentionné dans l'histoire familiale.
Marcel Pagnol écrira en incipit de La Gloire de mon père : « Je suis né dans la ville d'Aubagne, sous le Garlaban couronné de chèvres, au temps des derniers chevriers » ; il naît dans un appartement du troisième étage d'un immeuble bourgeois dont ses parents étaient locataires, au 16 cours Barthélemy.
Une petite partie de sa famille paternelle est originaire de Romanos, certains de ses ancêtres ayant quitté l'Espagne au XVe siècle pour s'installer dans le Midi de la France. Ses aïeux se spécialisent dans le métier d'armurier et d'artificier avant que son grand-père ne devienne tailleur de pierre, compagnon du Tour de France,.

### Enfance et adolescence (1895-1913)
En 1897, le jeune ménage s'établit dans le logement de fonction de l'école de Saint-Loup, à Marseille. Marcel sera baptisé catholique en avril 1898 à l'âge de trois ans en l'église Saint-Charles, à l'initiative de sa mère et sans doute en cachette de son père, farouche « hussard noir »,.
Lorsqu'elle va au marché, sa mère laisse Marcel dans la classe de son père, qui a un jour la surprise de le voir capable de lire couramment, alors qu'il n'a que trois ans (sa mère cesse alors de le laisser à l'école avant l'âge obligatoire).
À la rentrée 1900, Joseph est nommé « instituteur titulaire à l'école du Chemin des Chartreux, la plus grande école communale de Marseille » et la famille emménage au 54, avenue des Chartreux. En 1902, les Pagnol déménagent rue du Jardin des Plantes, puis rue Terrusse, dans ce « grand rez-de-chaussée, que complétait un sous-sol, éclairé, sur le derrière, par un petit jardin », où Marcel passera une grande partie de son enfance.

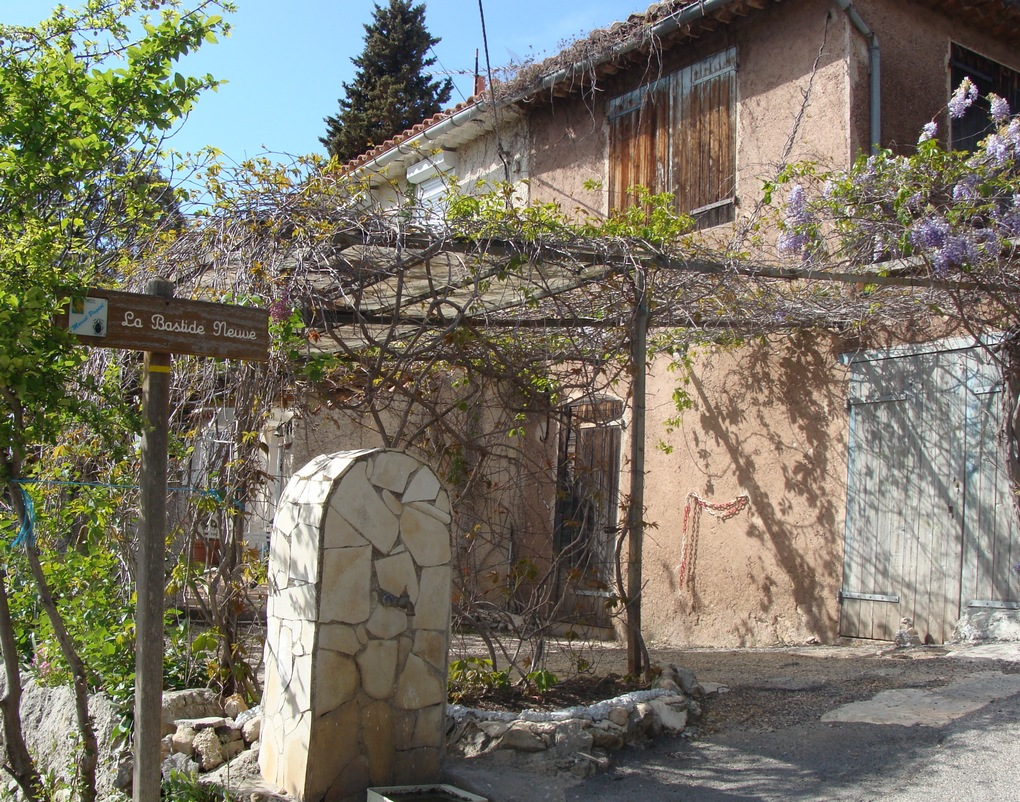
La Bastide Neuve au printemps 2008.

À partir de 1904, inquiet pour la santé d'Augustine, dont les poumons sont fragiles, Joseph décide de louer pour les vacances une « villa dans la colline, juste au bord d'un désert de garrigue qui va d'Aubagne jusqu'à Aix ». La « Bastide Neuve », située à proximité du village de La Treille, à la périphérie de Marseille et les collines qui l'entourent constitueront ce paradis de l'enfance heureuse où se déroulent les plus beaux épisodes des Souvenirs d'enfance, en particulier aux côtés de son ami « Lili des Bellons » (David Magnan, 1898-1918).
Reçu deuxième à l'examen des bourses de Sixième, il entre en 1905 au lycée Thiers où il fait de brillantes études, malgré une vie mouvementée de demi-pensionnaire qu'il racontera dans les deux derniers tomes de ses Souvenirs (Le Temps des secrets et Le Temps des amours). Dès lors, il commence à écrire des poèmes qui paraissent à partir de 1910 dans la revue Massilia. Il a notamment pour condisciples Codert, cancre âgé de treize ans et protecteur du petit Marcel ; Il fera fortune dans l'industrie du matériel roulant. Au lycée à la même période, il se lie d'amitié avec le futur romancier Albert Cohen.
Il n'a que 15 ans à la mort de sa mère, avec qui il entretenait une relation fusionnelle (« L'âge d'Augustine, c'était le mien, parce que ma mère, c'était moi, et je pensais, dans mon enfance, que nous étions nés le même jour »). À la suite d'un coup de froid, Augustine meurt « des suites d'une pneumonie aiguë » le 16 juin 1910, à l'âge de 36 ans. Elle est inhumée au cimetière marseillais de Saint-Pierre, puis à La Treille.

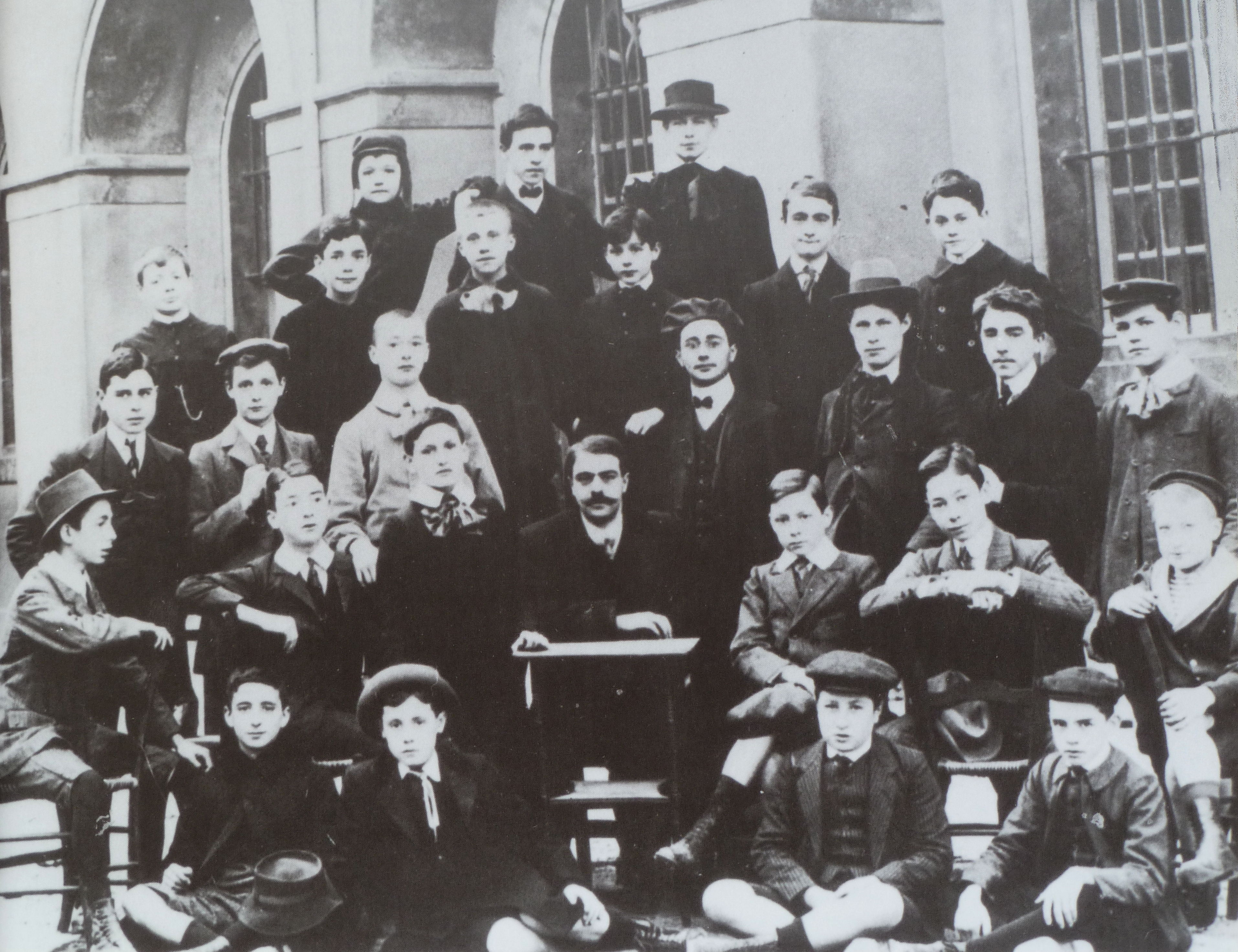
Classe photographiée en 1909. Au 3^{e} rang, premier à gauche, Albert Cohen, à côté de lui, Marcel Pagnol.

Joseph s'installe alors avec ses enfants au quatrième étage du 117, cours Lieutaud. Le 30 juillet 1912, il se remarie avec Madeleine Julien, veuve qu'il avait engagée pour s'occuper du ménage et qui n'a que huit ans de plus que Marcel. Ce dernier l'accepte mal, au point de se brouiller avec son père.

### Études supérieures et débuts dans l'enseignement (1913-1922)
En 1913, à 18 ans, il obtient le baccalauréat de philosophie avec mention « Assez bien » et commence des études de lettres à l'université d'Aix-en-Provence.
Le 10 février 1914, il fonde la revue littéraire Fortunio, avec quelques copains du lycée Thiers à Marseille et de khâgne parmi lesquels les écrivains Georges Finaud, Jean Ballard et Yves Bourde, nommé rédacteur en chef. La revue devient ultérieurement Les Cahiers du Sud, dans laquelle il publie quelques poèmes et son premier roman, Le Mariage de Peluque.
Au début de la Première Guerre mondiale, il est mobilisé pour son service militaire au 163e régiment d'infanterie de Nice. Il est réformé en janvier 1915 pour faiblesse de constitution et ne participe donc pas au conflit. Son ami d'enfance Lili des Bellons sera tué au front en juillet 1918.
Le 2 mars 1916, Marcel épouse Simonne Collin,,.
En novembre 1916, il obtient une licence de lettres et littératures vivantes (anglais).
Nommé répétiteur d'anglais, il est successivement affecté dans les collèges de Digne (Alpes-de-Haute-Provence), Tarascon (Bouches-du-Rhône), Pamiers (Ariège) et Aix-en-Provence, puis promu professeur adjoint et nommé au lycée Saint-Charles à Marseille, où il exerce de 1920 à 1922. Durant cette dernière période, il écrit deux pièces en vers : Catulle, puis, en collaboration avec Arno-Charles Brun, Ulysse chez les Phéaciens.

### Professeur à Paris et débuts en littérature (1922-1927)
En 1922, il est nommé au lycée Condorcet de Paris, comme surveillant d'externat, puis comme professeur adjoint,. Il renonce à se présenter à l'agrégation, craignant, en cas de succès, d'être nommé dans une ville de province où il n'y aurait pas de théâtre.
Dès son arrivée à Paris, Pagnol y retrouve Paul Nivoix, ancien directeur de l'hebdomadaire marseillais Spectator devenu rédacteur à Comœdia, « seul quotidien français des Lettres et des Arts ». Grâce à lui, Pagnol entre dans le milieu des jeunes écrivains puis du théâtre moderne et « commence à douter de l'intérêt de ses tragédies grecques et romaines ». En 1924, il publie sous le pseudonyme de Castro, un vaudeville composé avec Nivoix, Tonton (ou Joseph veut rester pur), qui à son grand étonnement remporte un certain succès au théâtre des Variétés. Cela les encourage à écrire leur première pièce de théâtre, Les Marchands de gloire, représentée en 1925 au théâtre de la Madeleine. Cette satire du patriotisme est boudée par le public, de même qu'une seconde pièce, Jazz, donnée en 1926 au théâtre des Arts.

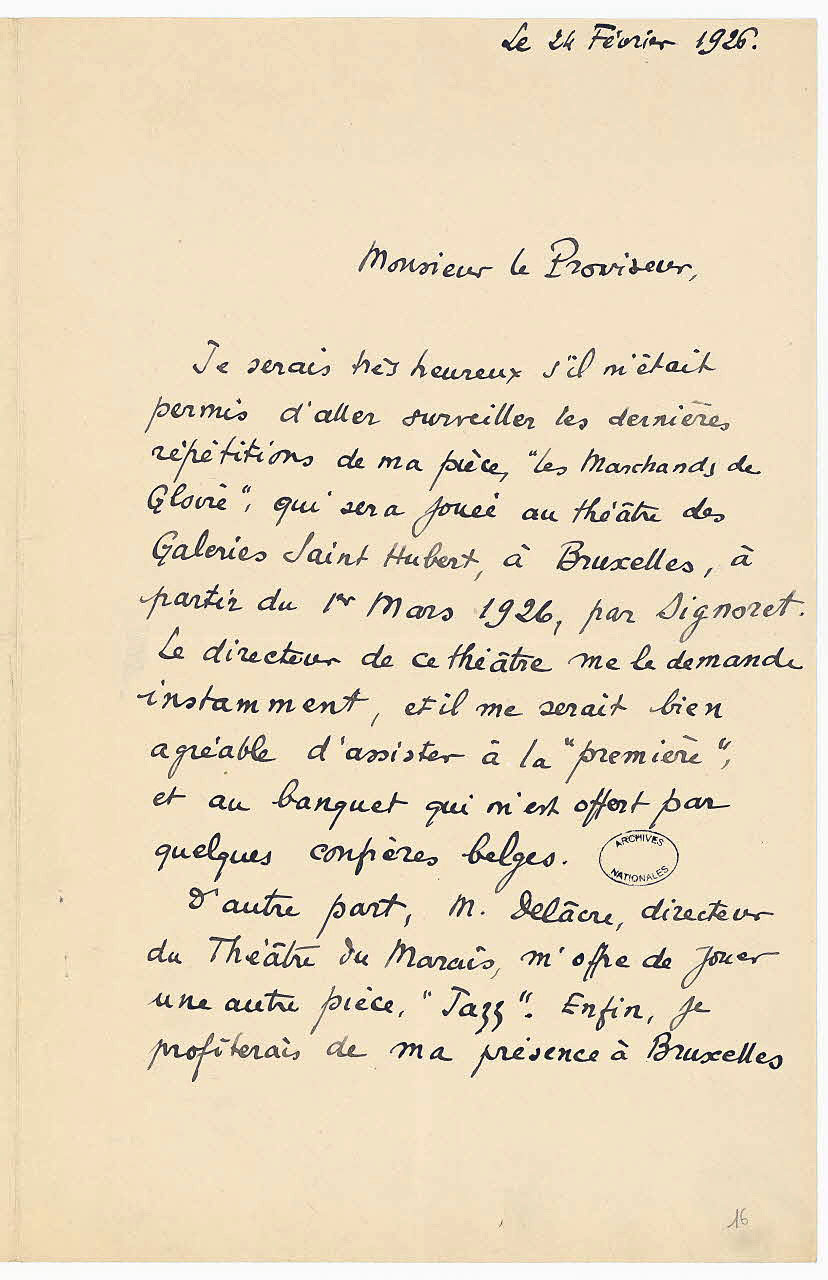
Lettre de Marcel Pagnol (1).
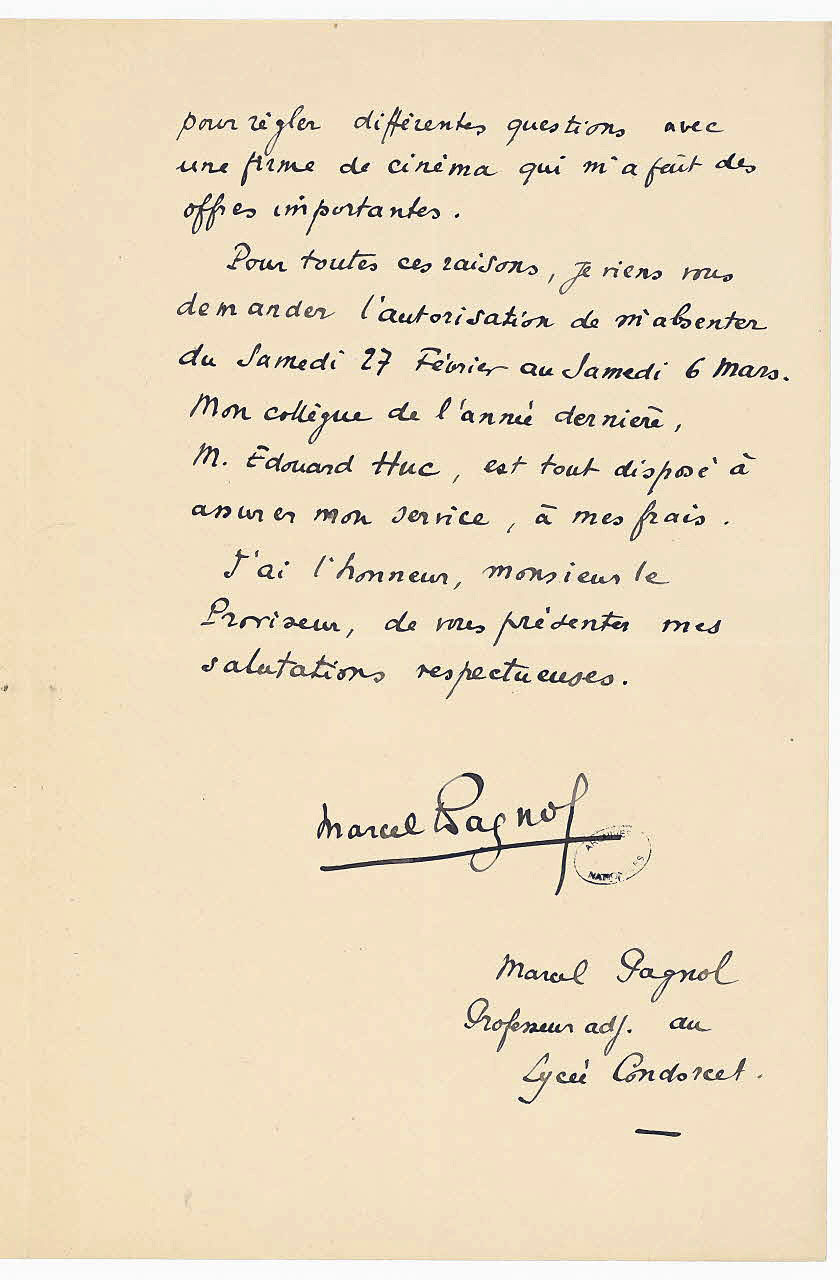
Lettre de Marcel Pagnol (2).

En 1927, il décide de « prendre congé de l'Éducation nationale pour cause de littérature ».

### Gloire au théâtre:Topazeet la trilogie marseillaise (1927-1929)
Marcel Pagnol a vu jouer en 1926 à Bruxelles Le Mariage de mademoiselle Beulemans et se voit conforter dans sa conviction intime « qu'une œuvre locale, mais profondément sincère et authentique peut parfois prendre place dans le patrimoine littéraire d'un pays et plaire dans le monde entier ». Topaze, satire de l'arrivisme à laquelle il travaille depuis 1923, est créée en Allemagne au théâtre de la Renaissance à Berlin en 1927 puis au théâtre des Variétés la saison suivante et connaît un immense succès avec notamment plus de huit cents représentations à Paris, 1500 en province et l'organisation d'une centaine de tournées mondiales.

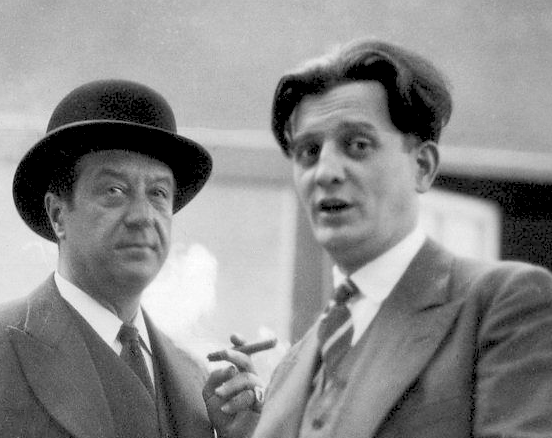
Raimu et Pagnol en 1931, aux studios de Paramount France.

En ce qui concerne Marius, le premier volet de la trilogie marseillaise qui suit Topaze, la raison d'un Marcel Pagnol provençal en exil à Paris, nostalgique de Marseille et que son entourage aurait dissuadé d'écrire une pièce marseillaise qui est souvent avancée pour expliquer l'écriture de cette pièce est quelque peu fabulée et ce, même si Pagnol lui-même a pu à l'occasion la mettre en avant. En effet, il existe un grand nombre d'artistes provençaux très en vogue en France depuis l'après-guerre comme Mayol, Tramel, Raimu et bien d'autres et qui depuis plus de 10 ans remplissent les théâtres de France. Le style a très bonne presse et le producteur Oscar Dufrenne s'est fait spécialité de les produire depuis 1914 dans la quinzaine de théâtres qu'il possède dont la moitié est à Paris.
Ainsi, le 9 mars 1929, Marius pièce en quatre actes et six tableaux, est créée au théâtre de Paris avec Raimu dans le rôle de César. Nouveau triomphe pour un Marcel Pagnol déjà consacré par le succès mondial de Topaze ; Raimu et lui se lieront à vie, d'une amitié aussi orageuse que sincère.
Séparé de Simonne Collin depuis 1926, il rencontre la jeune danseuse anglaise Kitty Murphy. De leur union naît en 1930 Jacques Pagnol, qui deviendra l'assistant de Marcel après la guerre, puis caméraman pour France 3 Marseille.

### Débuts au cinéma (1929-1940)

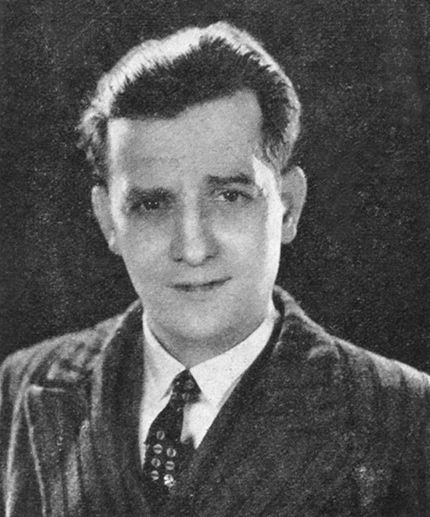
Marcel Pagnol en 1931 période où il découvre le cinématographe.

L'année 1929 est décisive pour sa carrière : il assiste à Londres à la projection d'un des premiers films parlants, Broadway Melody et en est si bouleversé qu'il décide de se consacrer au cinéma parlant.
Pagnol fait la connaissance du directeur de la succursale française de la firme Paramount, Bob Kane, qui lui propose d'acheter les droits de sa pièce Marius cinq cent mille francs. Pagnol refuse, mais accepte de se contenter d'un simple pourcentage sur les recettes à condition que le film soit tourné avec tous les comédiens de la troupe théâtrale (Raimu bien sûr mais aussi Pierre Fresnay dans le rôle de Marius, Fernand Charpin dans celui de Panisse et tous les autres) et sous sa direction. Kane, qui voulait imposer les vedettes en contrat avec sa firme, finit par accepter au début de 1931 mais exige un réalisateur américain. Ce sera Alexander Korda, hongrois émigré aux États-Unis où il a conquis Hollywood (il se fixera ensuite en Angleterre où, naturalisé, il fera une brillante carrière). Sorti le 10 octobre 1931, Marius est l'un des premiers films à succès du cinéma parlant français. Les recettes sont colossales, y compris à l'étranger. Pressé par le public d'en écrire la suite, il livre Fanny, pièce en trois actes et quatre tableaux, créée sur scène en décembre 1931 au théâtre de Paris. Ce deuxième volet de la future œuvre ou célèbre trilogie marseillaise, dont l'action se passe dans l'ambiance légendaire du Bar de la Marine, sur le vieux port de Marseille. L'adaptation cinématographique, réalisée par Marc Allégret, sort le 2 novembre 1932.
Le 28 juillet 1932, son frère Paul, « le dernier chevrier des collines d'Allauch », à qui il rend souvent visite dans les collines où il a passé avec lui son enfance, meurt à l'âge de 34 ans. Souffrant du « haut mal » (grand mal épileptique), il meurt à l'hôpital de Courtrai (Belgique) après une opération de la dernière chance effectuée par le professeur Émile Eugène Lauwers. Il est inhumé dans le caveau de la famille Pagnol au petit cimetière de La Treille.
Devant le succès de Marius, la Paramount a fait l'acquisition début 1932, sans son accord, des droits d'adaptation de sa pièce Topaze, confiés au réalisateur Louis Gasnier avec comme interprète Louis Jouvet. Pagnol réussit à participer au tournage mais s'estime dépossédé de son œuvre (il tournera plus tard lui-même deux autres versions de Topaze en 1936 avec Alexandre Arnaudy et en 1950 avec Fernandel). Désormais devenu très riche, il décide de devenir producteur et fonde au printemps 1932 à Paris sa propre société de production. Il installe ses studios à Boulogne-Billancourt au bord de la Seine et à Marseille en plein cœur du célèbre quartier du Prado.
En 1932, il rencontre Jean Giono qu'il incite à s'intéresser au cinéma et pour lequel il va adapter quatre œuvres, telles que Jofroi (d'après Jofroi de la Maussan), Angèle (d'après Un de Baumugnes), Regain, La Femme du boulanger (d'après un passage de Jean le Bleu). Il y tourne désormais lui-même ses films. Son premier film en tant que réalisateur est Le Gendre de monsieur Poirier en 1933, suivi de Jofroi en 1933, d’Angèle en 1934, de Merlusse et de Cigalon en 1935 de César en 1936, de Regain en 1937, de La Femme du boulanger en 1938, etc. Il fait jouer les plus grands acteurs français de l'époque Raimu, Pierre Fresnay, Fernandel, amis avec qui il joue à la pétanque entre deux scènes. En 1934, il achète, dans les collines au-dessus du village de La Treille où, enfant, il passait ses vacances, un domaine de vingt-quatre hectares (plus tard agrandi à quarante), dans l'idée d'en faire son « Hollywood provençal ».
Il vit désormais avec Orane Demazis, qui incarnait tous les soirs le personnage de Fanny dans Marius et Fanny, ils ont un fils en 1933, Jean-Pierre Burgart, car Pagnol ne le reconnaît pas. Puis, en 1936, Yvonne Pouperon, sa nouvelle collaboratrice des bureaux de la rue Fortuny à Paris, met au monde une fille, Francine Pagnol. La même année, il fonde la revue Les Cahiers du film, avant de diriger sa propre maison d'édition en 1937.

### Cinéma et Seconde Guerre mondiale (1940-1944)

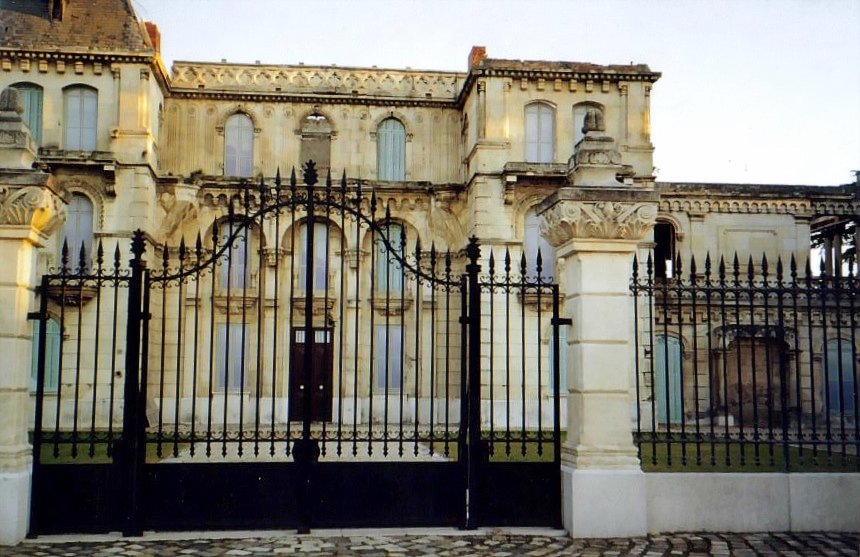
Le château de la Buzine.

En 1941, pour réaliser son « ambition de construire, sous le ciel de Provence, la Cité du Cinéma », il fait, sans l'avoir vu, l'acquisition du château de la Buzine avec quelques hectares de prairies au bord du canal. En visitant son domaine huit jours plus tard, il reconnaît « l'affreux château, celui de la peur de ma mère » (Le Château de ma mère) : sa mère s’était évanouie lorsque la famille traversait clandestinement la propriété pour rejoindre la Bastide Neuve, un garde les avait surpris et leur avait fait faire demi-tour.
La Seconde Guerre mondiale fait toutefois rage. Le régime de Vichy essaie de « récupérer » Pagnol et son œuvre au service du régime, mais l'auteur et cinéaste est réticent et opposé aux nazis. Il subit des tentatives de pression et des intimidations pour mettre son studio au service du régime. Son dernier film de la période, La Fille du puisatier (1940), se voit censuré par le régime, qui n'apprécie pas les thèmes de l'histoire, considérés comme pas assez alignés avec l'idéologie vichyste. Les références à l'invasion de la Pologne par Adolf Hitler et les scènes critiques au sujet de la Luftwaffe sont censurées. Le film finit par être interdit de projection par la Kommandantur.
Pagnol réalise en 1941 La Prière des étoiles, mais le tournage s'avère difficile, et les autorités refusent d'autoriser l'équipe à se rendre à Paris pour tourner des scènes. Afin d'échapper aux pressions de Vichy, Pagnol interrompt ses tournages et vend ses studios à la Gaumont. Ceci lui permet de se dérober aux pressions d'Alfred Greven, président de la Continental (société de production française à capitaux allemands), qui veut lui faire réaliser du cinéma de propagande nazie. Apprenant que Continental souhaite racheter son film en cours de tournage, La Prière aux étoiles, Pagnol en détruit la pellicule. La société de production de Pagnol, rachetée par Gaumont, produit une trentaine de films de propagande sous la pression des autorités,, sans que Pagnol ne soit impliqué. Elle réalise notamment des commandes telles que La Tragédie de Mers El-Kébir (1940) ou Français, vous avez la mémoire courte ! (1941). Du fait de l'Occupation et du verrou mis par les autorités sur ses productions, le rythme de production artistique de Pagnol se réduit. Il refuse des invitations insistantes à monter à Paris pour tourner des films pour Alfred Greven. Il accepte de rejoindre le Comité d'organisation de l'industrie cinématographique de Vichy dans l'espoir d'en faire « un centre de résistance à la mainmise allemande sur le cinéma national », mais y échoue et ne s'y rend plus à partir de 1942 ; il est critiqué à la Libération pour ce qui apparaît comme une compromission. Pagnol ne réalise plus de film jusqu'à la fin de l'Occupation, et son premier film, Naïs, ne sort en salles qu'en 1945.
Pagnol divorce de Simonne Collin. L'auteur se met en couple avec l'actrice Josette Day, rencontrée en janvier 1939. Leur liaison ne dure que le temps de leur refuge en zone libre, jusqu'à la fin de la guerre. Bien que très lié à Orane Demazis puis à Josette Day, Pagnol n'a été marié ni à l'une ni à l'autre et trois enfants lui sont nés hors mariage (Jacques, Jean-Pierre et Francine). Sa propre mère, Augustine, a accouché d'un premier enfant moins de quatre mois après son mariage. Cela explique sans doute que le thème de l'enfant naturel soit une constante de son œuvre.
Il acquiert en 1942 le Domaine de l'Étoile à La Gaude, où il réemploie le personnel de ses studios comme ouvriers horticoles pour la culture d'œillets, afin de leur éviter le Service du travail obligatoire en Allemagne. Cette reconversion spectaculaire inspire à Raimu la boutade suivante : « Si Marcel devient fleuriste, alors moi, je n'ai plus qu'à aller vendre des rascasses ! »

### Activités d’après-guerre (1944-1955)
En 1944, Pagnol est élu président de la Société des auteurs et compositeurs dramatiques. Chargé de constituer une commission d'épuration, il s'emploie à défendre les nombreux auteurs et artistes ayant continué à travailler pendant l'Occupation.

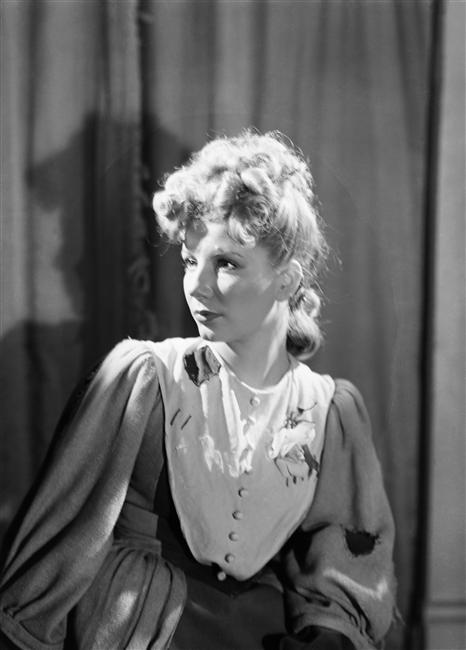
En 1944, la jeune Jacqueline Bouvier joue le répertoire classique.

Il épouse en 1945 l'actrice Jacqueline Bouvier, rencontrée en 1938 et qui sera jusqu'à sa mort son « brin de poésie et de tendresse ». Elle tourne dans cinq de ses films. Ensemble, ils ont deux enfants : Frédéric, en 1946 et Estelle, en 1951 (décédée d'une encéphalite en 1954).

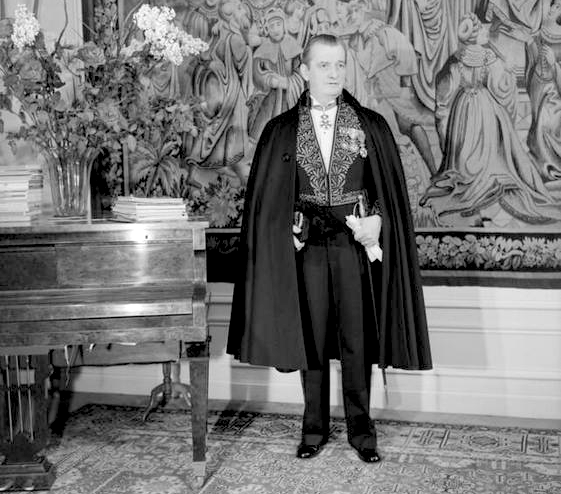
Pagnol académicien (Studio Harcourt).

Âgé de 51 ans, il est, avec Paul Claudel, Maurice Garçon, Charles de Chambrun, Jules Romains et Henri Mondor, l'une des six personnes élues le 4 avril 1946 à l'Académie française lors de la deuxième élection groupée de cette année visant à combler les très nombreuses places vacantes laissées par la période de l'Occupation. Il y remplace Maurice Donnay au 25e fauteuil et devient le premier cinéaste reçu sous la coupole. Il est reçu le 27 mars 1947 par Jérôme Tharaud à ce fauteuil qu'occupa jadis Prosper Mérimée. Un discours est prononcé en hommage à l'écrivain par le médecin Jean Bernard lors de l'intronisation le 18 mars 1976.
La brutale disparition, en septembre 1946, de son ami Raimu est pour lui une douloureuse épreuve : « On ne peut pas faire un discours sur la tombe d'un père, d'un frère ou d'un fils ; tu étais pour moi les trois à la fois : je ne parlerai pas sur ta tombe ».

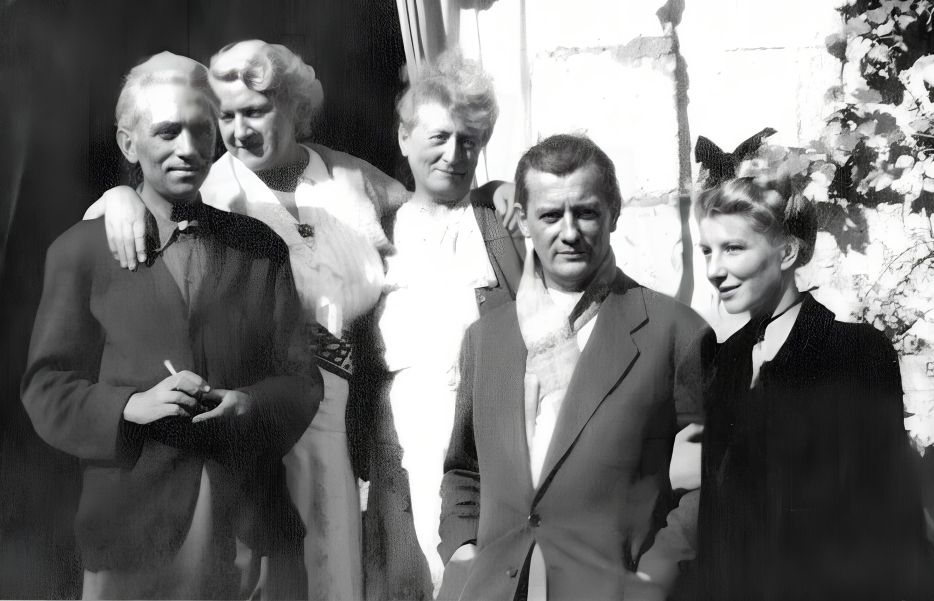
En 1947, aux côtés de son épouse Jacqueline Pagnol et de deux amies, il retrouve Georges Finaud (à gauche) avec lequel il a fondé la revue Fortunio.

En 1948, il tourne, avec Tino Rossi, La Belle Meunière, « premier film français en couleur réalisé en France par des Français avec un procédé français » (le Rouxcolor, procédé utilisant l'optique au lieu de la chimie, mis au point par deux Français, les frères Roux). Le procédé est un échec retentissant; il entraîne une perte financière de cinquante millions de francs pour l'entrepreneur Pagnol. En 1950, il écrit le scénario d'une version modernisée de la nouvelle de Maupassant, Le Rosier de madame Husson, avec Bourvil, acteur alors débutant, dans le rôle d’Isidore. Le film, mis en scène par Jean Boyer, très mal accueilli par la critique, connaît cependant un succès commercial.
Pagnol prend sa vraie revanche deux ans plus tard, en 1951, avec la troisième version de Topaze — au générique, Fernandel (Topaze), Larquey (Tamise), sa femme Jacqueline (Ernestine Muche) — un grand succès unanimement salué par la critique : « Nous avons eu le phénomène Raimu, il existe aussi un phénomène Fernandel », écrit Jean-Jacques Gautier dans Le Figaro.
En 1951, il s'installe à Monte-Carlo dans une somptueuse villa du XIXe siècle en bord de mer, La Lestra, auprès de son admirateur et ami le prince Rainier III de Monaco. En 1954, à la mort de sa fille Estelle, il fuit l'endroit pour revenir à Paris dans un hôtel particulier au square du Bois-de-Boulogne, près de l'avenue Foch, se rapprochant de ses bureaux de la rue Fortuny.
Toujours en 1951, Pagnol achève le scénario de Manon des sources. Brouillé avec Fernandel, il choisit Rellys pour le rôle d’Ugolin. Henri Poupon (le Papet), Raymond Pellegrin (l'instituteur) et Jacqueline Pagnol (Manon) font partie de la distribution. Le film, qu'il tourne à La Treille, sort en janvier 1953 avec un accueil mitigé. Toujours très actif dans le domaine du cinéma, il signe la même année l'adaptation et les dialogues du vaudeville Carnaval, mis en scène par Henri Verneuil et se lance dans ce qui sera sa dernière œuvre pour le cinéma, Les Lettres de mon moulin. Pagnol « traduit en langue parlée » trois contes d'Alphonse Daudet, Le Secret de maître Cornille, l’Élixir du révérend Père Gaucher, tourné à l'abbaye Saint-Michel de Frigolet avec Rellys dans le rôle-titre et Les Trois Messes basses.
En 1955, à 60 ans, il préside le jury du 8e festival du film de Cannes. Il fait également jouer au festival d'Angers sa traduction d’Hamlet de William Shakespeare avec Jacqueline Pagnol et Serge Reggiani. Puis, le 6 octobre, il fait donner au théâtre de Paris sa tragédie en cinq actes Judas. L'éclairage nouveau, voire d'avant-garde, du personnage, tant il se rapproche de l’Évangile de Judas, est mal perçu par l'ensemble des confessions. L'accueil tout aussi froid réservé à Fabien, comédie en quatre actes qui sort quelques mois plus tard, inciteront Pagnol à mettre un terme à son activité d'auteur dramatique, comme il l'avait déjà fait pour sa carrière de cinéaste.

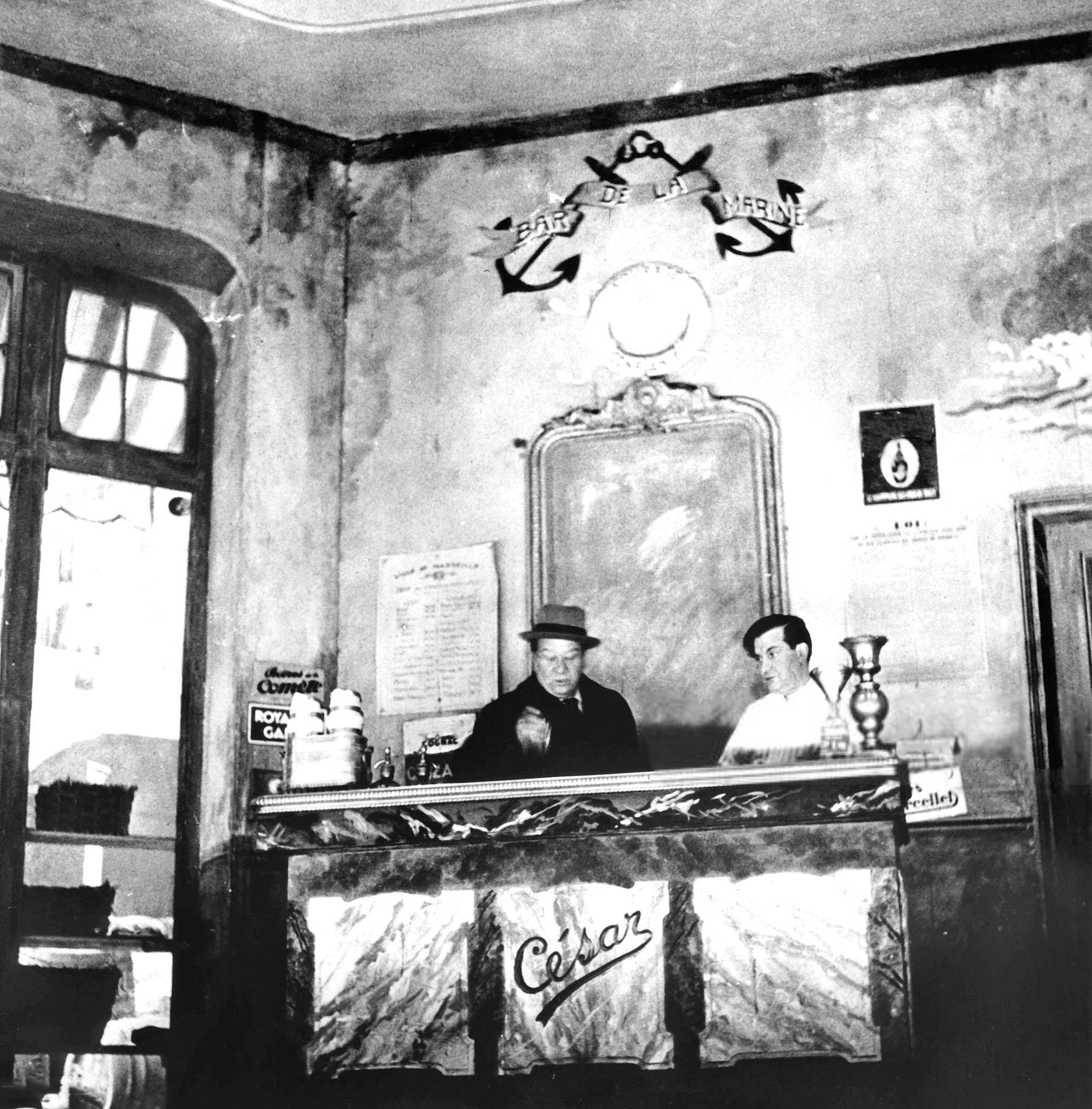
Raimu et Pagnol en 1946, répétant pour la pièce César.

### Écriture romanesque (à partir de 1957)
Les années 1950 sont des années où Pagnol se tourne à nouveau vers l'écriture, et notamment vers le théâtre. En 1957, il commence la rédaction de ses Souvenirs d'enfance avec La Gloire de mon père, premier tome qui connaît un immense succès (plus de cinquante mille exemplaires vendus en un mois), dû, entre autres, à la façon dont Pagnol décrit les personnes qui lui sont chères dans le petit monde provençal qui l'entoure et à la vivacité de ses souvenirs, embellis par le temps et l'imagination. Le deuxième tome, Le Château de ma mère, en 1958, s'inscrit en tête du classement des meilleures ventes de l'année.
Pagnol est alors au premier plan de l'actualité littéraire. Grasset lui réclame sa traduction des Bucoliques de Virgile commencée cinq ans plus tôt. Suivent en 1960, Le Temps des secrets (Le Temps des amours, inachevé, sera publié en 1977 après sa mort), puis en 1962, L'Eau des collines, une version romancée en deux tomes, Jean de Florette et Manon des Sources, de son film de 1951. En 1965, passionné par cette énigme historique, il publie à son compte Le Masque de fer, remanié en 1973 sous le titre Le Secret du masque de fer.
En 1967, il tourne pour la télévision un conte d’Alphonse Daudet, dont il avait commencé quelques scènes en 1954 pour Les Lettres de mon moulin avant de l'abandonner, Le Curé de Cucugnan avec Fernand Sardou qui sera diffusé le jour de Noël 1968.
En 1968, il fête les quarante ans de Topaze, son premier succès. La pièce a alors été jouée plus de cinq mille fois depuis sa création.
Pagnol a dit : « Si j'avais été peintre, je n'aurais fait que des portraits ». Peintre de la nature humaine, précurseur du portrait psychologique et de la valorisation de la culture régionale et provençale, il a légué à la postérité des portraits vivants des personnages de son enfance. Auteur comblé, il reçut tous les honneurs de son vivant : le succès, l'argent, la gloire et la reconnaissance des siens.

### Dernières années

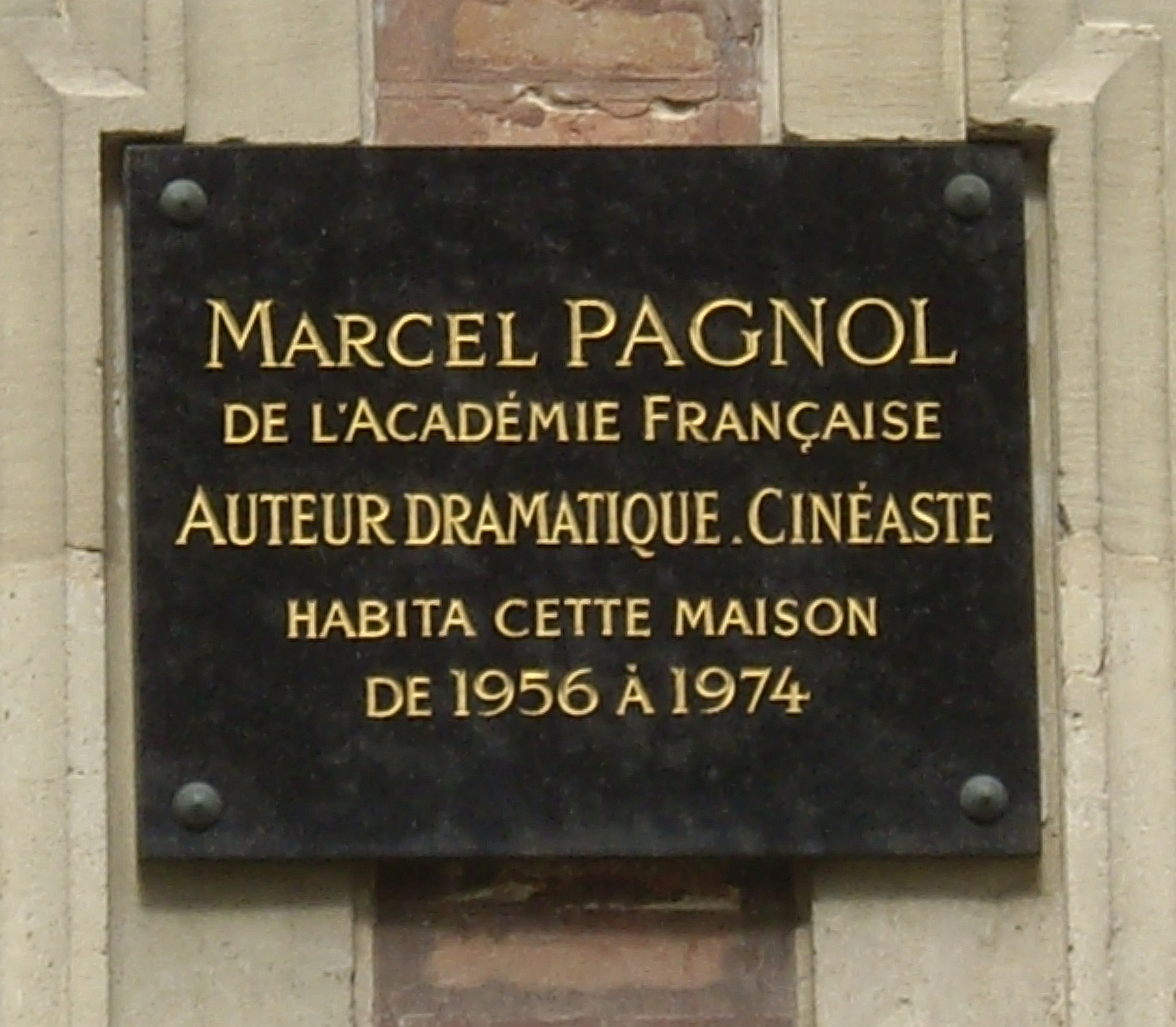
Plaque commémorative au 16,square de l'Avenue-Foch, à Paris.

Durant ses dernières années, Marcel Pagnol essaye de résoudre un problème mathématique auquel se sont heurtés les mathématiciens depuis des siècles, à savoir trouver une formule simple reliant les nombres premiers. Croyant en avoir trouvé une, « [il] a prétendu que n + (n+2) + n(n + 2) est premier pour tout n impair ». Mais cette affirmation est fausse et l'exemple qu'il donne lui-même (287 pour n = 15) n'est pas un nombre premier mais un nombre composé (287 = 7 × 41).
Atteint d'un cancer, Marcel Pagnol meurt le 18 avril 1974, à l'âge de 79 ans, dans sa maison du square de l'Avenue-Foch à Paris. Son corps repose au cimetière marseillais de la Treille, auprès de sa mère et de sa dernière fille Estelle, non loin du caveau de la famille Pagnol où reposent son père et sa seconde femme (Madeleine Julien), ses frères et sœur et leur famille. Sur sa tombe, en guise d'épitaphe, une citation de Virgile : Fontes amicos uxorem dilexit (Il a aimé les sources, ses amis, sa femme).
Sa dernière épouse, Jacqueline, meurt le 22 août 2016 à 95 ans.

## Chronologie
- 1869 : Naissance de Joseph, son père
- 1873 : Naissance d'Augustine Lansot, sa mère
- 1889 : Nomination de son père, Joseph Pagnol, au poste d'instituteur public à Aubagne.
- 1893 : Joseph épouse Pauline Henriette (dite Augustine) Lansot, le 28 décembre.
- 1894 : Naissance de Maurice le 2 avril à Aubagne. Mort de celui-ci le 18 août à Aubagne.
- 1895 : Naissance de Marcel Pagnol le 28 février, au numéro 16 du cours Barthélemy à Aubagne.
- 1897 : Installation de la famille à Saint-Loup (Marseille).
- 1898 : Naissance de son frère, Paul Maurice (le Petit Paul) le 28 avril à Marseille (Saint-Loup).
- 1900 : Déménagement à Marseille où Joseph est nommé à l'école des Chartreux.
- 1902 : Naissance de sa sœur, Germaine le 2 février à Marseille (54, chemin des Chartreux).
- 1904 : Premières vacances à la Bastide Neuve.
- 1905 : Élève au lycée Thiers à Marseille.
- 1909 : Naissance de son frère cadet, René.
- 1910 : Mort de sa mère, Augustine. Premiers poèmes dans la revue Massilia.
- 1913 : Marcel obtient le baccalauréat de philosophie avec mention assez bien.
- 1914 : Fonde la revue littéraire Fortunio. Mobilisé à Nice, puis réformé pour faiblesse de constitution.
- 1915 : Répétiteur au collège de Digne, puis de Tarascon.
- 1916 : Mariage le 2 mars avec Simonne Collin[23],[24]. Obtient la licence de Langues et Littérature Vivantes.
- 1917 : Répétiteur d'anglais au collège de Pamiers sur Ariège, puis au lycée Mignet d'Aix-en-Provence.
- 1918 : Mort de « Lili des Bellons » (David Magnan) le 23 juillet à Vrigny (Marne).
- 1920 : Professeur-adjoint au lycée Saint-Charles à Marseille. Catulle, drame en vers.
- 1922 : Professeur-adjoint d'anglais au lycée Condorcet à Paris.
- 1923 : Rencontre d'Orane Demazis à Paris, pour qui il créera ensuite le rôle de Fanny.
- 1926 : Séparation d'avec Simonne Collin[23] (le divorce ne sera prononcé qu'en 1941[24]).
- 1930 : Rencontre de Kitty Murphy, jeune danseuse anglaise, à Paris.
- 1930 : Naissance de Jacques Pagnol, qu'il a eu avec Kitty Murphy et qui fut son assistant après la guerre, puis cameraman pour France 3 Marseille.
- 1932 : Mort de son frère, Paul Maurice Pagnol, à l'hôpital de Courtrai (Belgique) le 28 juillet.
- 1933 : Naissance de son fils Jean-Pierre, qu'il a eu avec Orane Demazis.
- 1935 : Rencontre d'Yvonne Pouperon, sa collaboratrice dans les bureaux de la rue Fortuny.
- 1936 : Naissance de sa fille Francine, qu'il a eue avec Yvonne Pouperon.
- 1938 : Rencontre de Jacqueline Bouvier en août, qui n'entrera dans sa vie qu'en 1944.
- 1939 : Rencontre en janvier de Josette Day. Leur liaison dure le temps de leur refuge en zone libre, à Marseille, puis à la Gaude.
- 1941 : Le divorce d'avec Simonne Collin[23] est prononcé[24]. Acquisition du château de la Buzine.
- 1944 : Retiré dans la Sarthe avec Jacqueline Bouvier en attendant le débarquement allié.
- 1945 : Mariage avec Jacqueline Bouvier[24].
- 1946 : Naissance de leur fils, Frédéric. Le 27 mars, Marcel Pagnol est reçu au fauteuil 25 de l'Académie française.
- 1951 : Naissance de leur fille, Estelle. Le 15 novembre, mort de son père, Joseph Pagnol.
- 1954 : Mort de leur fille, Estelle, des suites d'une crise d'acétonémie.
- 1974 : Mort de Marcel Pagnol à Paris le 18 avril.

## Appréciation critique
« L'accent ne constitue pas, chez Pagnol, un accessoire pittoresque, une note de couleur locale, il est consubstantiel au texte et, par là, aux personnages. Ses héros le possèdent comme d’autres ont la peau noire. L'accent est la matière même de leur langage, son réalisme. Aussi, le cinéma de Pagnol est tout le contraire de théâtral, il s'insère par l'intermédiaire du verbe dans la spécificité réaliste du cinéma. […] Pagnol n’est pas un auteur dramatique converti au cinéma, mais l'un des plus grands auteurs de films parlants. »

— André Bazin, Qu'est-ce que le cinéma ? (en 4 volumes), t. II, Le Cinéma et les Autres Arts, 1959, Éditions du Cerf

## Récompenses et distinctions

### Décorations

#### France
- Grand officier de la Légion d'honneur (1971) ; commandeur (1955)[53] ; officier (1946) ; chevalier (1932)
- Commandeur de l'ordre des Palmes académiques (1962)
- Commandeur de l'ordre des Arts et des Lettres (nommé directement commandeur, 1957)[54]

#### Belgique
- Officier de l'ordre de Léopold (1954)

#### Monaco
- Commandeur de l'ordre du Mérite culturel (1954)

### Médailles
- Grande médaille d'or avec plaquette d'honneur de la Société académique Arts-Sciences-Lettres
- Grande médaille d'or de la Société d'encouragement au progrès (1961)

### Prix
- 1939 : Meilleur film étranger pour Regain - New-York Critic's Circle Awards
- 1940 : Meilleur film étranger pour La Femme du boulanger - New-York Critic's Circle Awards
- 1950 : Meilleur film étranger pour Jofroi - New-York Critic's Circle Awards
- 1981 : César d'honneur

## Hommages
Le nom de Pagnol a été donné à l'astéroïde (10306) Pagnol, découvert en 1990.
En 2015, Pagnol était le vingt-deuxième personnage le plus célébré au fronton des 67 000 établissements scolaires français, publics ou privés : 234 écoles, collèges ou lycées ont adopté son nom, après saint Joseph (880), Jules Ferry (642), Notre-Dame (546), Jacques Prévert (472), Jean Moulin (434).
De nombreuses voies et places portent le nom de Pagnol, notamment, à Paris, le square Marcel-Pagnol (8e arrondissement).

## Œuvres

### Romans
- 1921 : La Petite Fille aux yeux sombres, Marseille, Éditions de Fortunio  (ISBN 2724221397)
- 1921 : Le Mariage de Peluque, Marseille, Éditions de Fortunio ; réédité en 1932 sous le titre Pirouettes (Paris, Fasquelle)
- 1921 : Les Mémoires de Jacques Panier, Paris, Fasquelle.
- 1957 : La Gloire de mon père (Souvenirs d'enfance I), roman autobiographique, Monte-Carlo, Pastorelly  (ISBN 9782877065078)
- 1958 : Le Château de ma mère (Souvenirs d'enfance II), roman autobiographique, Monte-Carlo, Pastorelly  (ISBN 2877065081)
- 1960 : Le Temps des secrets (Souvenirs d'enfance III), roman, Monte-Carlo, Pastorelly  (ISBN 287706509X)
- 1963 : L'Eau des collines, roman en deux parties : Jean de Florette, Manon des sources, Paris, Éditions de Provence
- 1977 : Le Temps des amours (Souvenirs d'enfance inachevé IV), roman autobiographique, Julliard (parution posthume)

### Nouvelles
- 1922 : L'Infâme Truc, nouvelle, extrait de Jazz
- 1977 : Les Secrets de Dieu, nouvelle éditée en recueil Œuvres complètes. 12. 3-4[57] ; première édition séparée, Marseille, La Chrysalide, 1983
- 1984 : L'Infâme Truc et autres nouvelles, recueil d'œuvres posthumes, Julliard
- 1986 : Les Inédits de Marcel Pagnol, Vertiges du Nord-Carrère, 1987  (ISBN 2868043577 et 978-2868043573) ; textes divers écrits entre 1940 et 1960, rassemblés par son fils Frédéric.

### Essais
- 1933-1934 : Cinématurgie de Paris, Les Cahiers du film ; réédition remaniée dans Œuvres complètes, tome III, Éditions de Provence, 1967
- 1947 : Notes sur le Rire, Paris, Nagel
- 1949 : Critique des Critiques, Paris, Nagel
- 1961 : Ambrogiani (l'homme et le peintre), Marcel Pagnol & George Waldemar, Paris, Presses artistiques
- 1965 : Le Masque de fer, éditions de Provence (remanié sous le titre Le Secret du Masque de fer en 1973), essai historique, Monte-Carlo, Pastorelly
- 1968 : Les Sermons de Marcel Pagnol, recueil (rassemblés par le père Norbert Calmels), Robert Morel éditeur
- 1981 : Confidences, essai et préfaces sur le théâtre et le cinéma, Julliard.

### Théâtre
- 1922 : Catulle, drame en 4 actes, en vers, Marseille, Éditions de Fortunio, inédit à la scène
- 1922 : Ulysse chez les Phéaciens (en collaboration avec Arno-Charles Brun), tragédie en vers, inédite à la scène
- 1923 : Tonton ou Joseph veut rester pur (en collaboration avec Paul Nivoix), vaudeville sous le pseudonyme de Castro, Marseille, théâtre des Variétés, 30 août 1923
- 1925 : Les Marchands de gloire en collaboration avec Paul Nivoix, comédie satirique en cinq actes, Paris, théâtre de la Madeleine, 15 avril 1925 ; Paris, La Petite Illustration, 1926
- 1926 : Un direct au cœur (en collaboration avec Paul Nivoix), comédie, Lille, théâtre de l'Alhambra, mars 1926
- 1926 : Jazz (premier titre Phaéton), comédie satirique en quatre actes, Monte Carlo, Grand Théâtre, 9 décembre 1926, Paris, théâtre des Arts, 21 décembre 1926 ; Paris, La Petite Illustration, avril 1927
- 1928 : Topaze, comédie satirique en quatre actes, Paris, théâtre des Variétés, 9 octobre 1928 ; Paris, Fasquelle, 1930
- 1929 : Trilogie marseillaise I : Marius, comédie en trois actes et six tableaux, Paris, Théâtre de Paris, 9 mars 1929 ; Paris, Fasquelle, 1931
- 1931 : Trilogie marseillaise II : Fanny, comédie en trois actes et quatre tableaux, Paris, Théâtre de Paris, 5 décembre 1931 ; Paris, Fasquelle, 1932
- 1946 : Trilogie marseillaise III : César, comédie en trois actes adaptée du film, Paris, Théâtre des Variétés ; Paris, Réalités, 1947
- 1955 : Judas, tragédie en cinq actes, Paris, Théâtre de Paris, 6 octobre 1955 ; Paris, Théâtre de Paris, 6 octobre 1955
- 1956 : Fabien, comédie en quatre actes, Paris, théâtre des Bouffes Parisiens, 28 septembre 1956 ; Paris, Paris-théâtre no 115, 1956

#### Adaptation posthume
- 1985 : La Femme du boulanger, comédie en quatre actes adaptée du film

### Traductions
- 1944 : Le Songe d'une nuit d'été, pièce de William Shakespeare, traduit de l'anglais, 1947, au Grand Théâtre de Monaco ; Paris, Œuvres complètes, Club de l'Honnête Homme, 1971 (BNF 35436780)
- 1947 : Hamlet, pièce de William Shakespeare, traduit de l'anglais, Paris, Nagel (BNF 32628944)
- 1958 : Bucoliques, recueil de Virgile, traduit du latin, Paris, Grasset (BNF 31592072)

### Cinéma

#### Filmographie

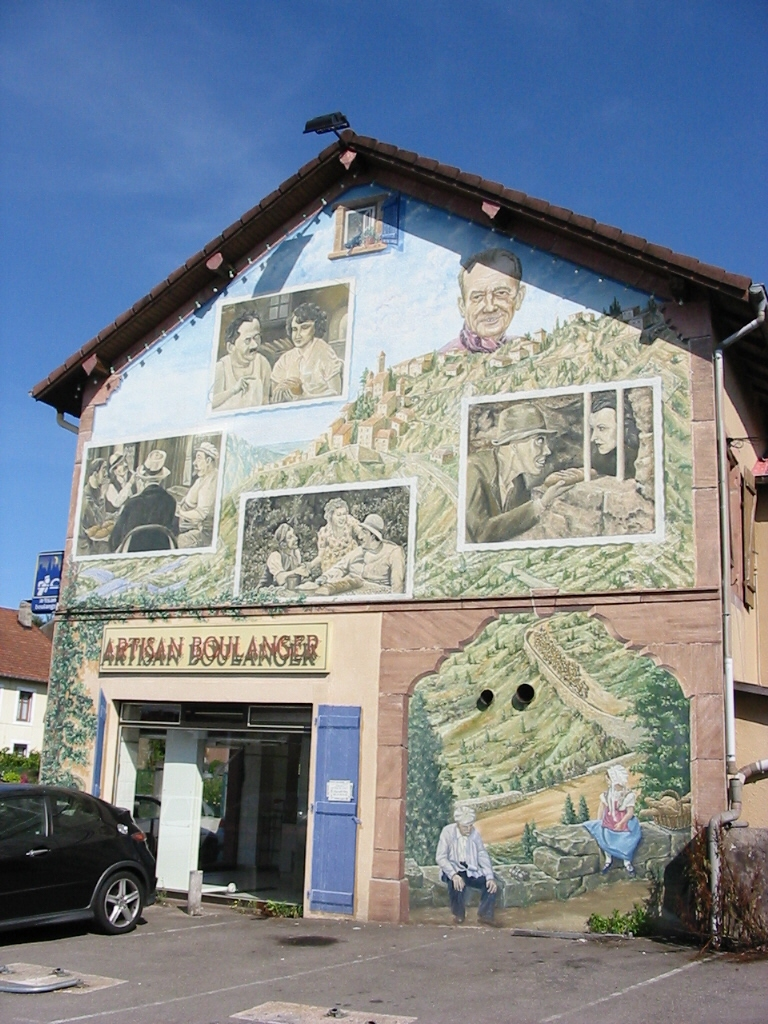
Hommage naïf à Marcel Pagnol.

Marcel Pagnol est le réalisateur des films suivants :
- 1933 : Le Gendre de monsieur Poirier, d'après la pièce d'Émile Augier
- 1934 : Jofroi
- 1934 : Angèle
- 1934 : L'Article 330, court métrage d'après la pièce de Georges Courteline
- 1934 : Le Premier Amour, scénario de Marcel Pagnol, plusieurs fois mis en chantier mais jamais réalisé
- 1935 : Merlusse
- 1935 : Cigalon, avec Arnaudy
- 1936 : Topaze, avec Arnaudy
- 1936 : Trilogie marseillaise III : César
- 1937 : Regain
- 1938 : Le Schpountz
- 1938 : La Femme du boulanger
- 1940 : La Fille du puisatier
- 1941 : La Prière aux étoiles (inachevé)
- 1945 : Naïs
- 1948 : La Belle Meunière
- 1951 : Topaze, avec Fernandel
- 1952 : Manon des sources et Ugolin (seconde partie de Manon des sources)
- 1954 : Les Lettres de mon moulin
- 1967 : Le Curé de Cucugnan (téléfilm)

Marcel Pagnol est l'auteur ou l'adaptateur des scénarios et dialogues des films suivants :
- 1931 : Trilogie marseillaise I : Marius, d'Alexander Korda
- 1932 : Trilogie marseillaise II : Fanny, de Marc Allégret
- 1932 : Direct au cœur de Roger Lion, avec la participation d'Arnaudy, d'après la pièce de Marcel Pagnol et Paul Nivoix
- 1933 : Topaze, de Louis Gasnier, avec Louis Jouvet
- 1933 : L'Agonie des aigles, de Roger Richebé, d'après le roman de Georges d'Esparbès Les Demi-Solde
- 1934 : Tartarin de Tarascon, de Raymond Bernard, d'après Alphonse Daudet
- 1939 : Monsieur Brotonneau d'Alexandre Esway, d'après Flers et Caillavet
- 1943 : Arlette et l'Amour de Robert Vernay, adaptation de Marcel Pagnol, scénario de Félix Gandéra d’après sa pièce Atout Cœur !
- 1950 : Le Rosier de madame Husson, de Jean Boyer, d'après Guy de Maupassant
- 1953 : Carnaval, d'Henri Verneuil, d'après Émile Mazaud
- 1962 : La Dame aux camélias (téléfilm), de François Gir, d'après Alexandre Dumas fils, avec Gérard Barray, Yori Bertin et Christian Lude

## Adaptations d'œuvres de Pagnol et reprises

### Cinéma et télévision
- 1931 : Zum goldenen Anker, en allemand ; Längtan till havet, en suédois, adaptations traduites de Marius.
- 1934 : Der schwarze Walfisch de Fritz Wendhausen, reprise allemande de Fanny.
- 1938 : Port of Seven Seas, film américain réalisé par James Whale : reprise dont le scénario couvre l'ensemble de la trilogie, avec Wallace Beery, Frank Morgan et Maureen O'Sullivan.
- 1942 : 海猫の港 Umineko no minato (Le Port aux mouettes), de Yasuki Chiba (93 minutes, 35 mm, noir et blanc). Reprise japonaise de Marius. Sur le port de Karatsu en 1897, alors que le Japon commence à développer son empire d'outre-mer, une famille tient le bar La Taverne de l'ancre. Le fils a une chance unique de s'embarquer, contre l'avis de son père, d'où le dilemme entre les intérêts de l'Empire et la famille[58].
- 1949 : 春の戯れ　Haru no tawamure (« Flirt de printemps »), de Kajiro Yamamoto (109 minutes, noir et blanc), avec Hideko Takamine (Fanny) et Jūkichi Uno (Marius)[59]. Après 風の子　Kaze no ko (L'Enfant du vent), second film de ce réalisateur sur le thème de l'appel de la mer opposé à celui de l'amour.
- 1961 : Fanny, film américain réalisé par Joshua Logan, adaptation cinématographique, d'après la comédie musicale de 1954, mais sans les numéros musicaux, avec Leslie Caron (Fanny), Maurice Chevalier (Panisse), Charles Boyer (Cesar) et Horst Buchholz (Marius).
- 1965 : Merlusse, téléfilm français réalisé par Georges Folgoas, avec Georges Wilson, Jean-Paul Moulinot et René Clermont.
- 1967 : 愛の賛歌　Ai no sanka (« Hymne à l'amour »), de Yoji Yamada (94 min). Cette troisième reprise japonaise, couvrant le scénario des films Marius et Fanny, transpose le drame dans une petite île de la mer intérieure de Seto où les amoureux sont séparés par l'émigration vers le Brésil.
- vers 1970 : Version discographique de la bande sonore de la trilogie, avec des commentaires de Marcel Pagnol.
- 1975 : Cigalon, téléfilm français de Georges Folgoas, avec Michel Galabru et Henri Tisot
- 1986 : Jean de Florette, film franco-helvético-italo-autrichien écrit et réalisé par Claude Berri, avec Yves Montand, Daniel Auteuil et Gérard Depardieu.
- 1986 : Manon des sources, film franco-helvético-italien écrit et réalisé par Claude Berri, avec Yves Montand, Daniel Auteuil et Emmanuelle Béart.
- 1990 : La Gloire de mon père d'Yves Robert, avec Philippe Caubère, Nathalie Roussel et Thérèse Liotard.
- 1990 : Le Château de ma mère d'Yves Robert, avec Julien Ciamaca, Philippe Caubère et Nathalie Roussel.
- 1999 : Le Schpountz, film français réalisé par Gérard Oury, avec Smaïn, Sabine Azéma et Ticky Holgado.
- 1999 : La Femme du boulanger, téléfilm franco-helvético-belge réalisé par Nicolas Ribowski, avec Roger Hanin et Astrid Veillon.
- 2000 : La Trilogie marseillaise français réalisés par Nicolas Ribowski, avec Roger Hanin (César) et Henri Tisot (Panisse).
- 2002 : Notes sur le rire, téléfilm français réalisé par Daniel Losset, adaptation d'une nouvelle de Pagnol, avec Thomas Jouannet, Élodie Frenck et Raymond Pellegrin.
- 2006 : Le Temps des secrets et Le Temps des amours, téléfilms franco-belges réalisés par Thierry Chabert.
- 2010 : La Femme du boulanger, téléfilm français réalisé par Dominique Thiel, avec Michel Galabru, Philippe Caubère et Bernadette Lafont.
- 2011 : La Fille du puisatier, film français réalisé par Daniel Auteuil, avec Kad Merad, Sabine Azéma, Jean-Pierre Darroussin et Daniel Auteuil.
- 2013 : Marius et Fanny (sorties simultanées) réalisés par Daniel Auteuil, avec Victoire Bélézy, Raphaël Personnaz et Daniel Auteuil.
- 2022 : Le Temps des secrets, film français réalisé par Christophe Barratier

### Spectacles
- 1954-1956 : Fanny, comédie musicale américaine, adaptation de l'ensemble de la trilogie qui ouvre le 4 novembre sur Broadway ; la production, un succès, est jouée 888 fois jusqu'en décembre 1956[60], avec Ezio Pinza (Cesar), Walter Slezak (Panisse), Florence Henderson (Fanny) et William Tabbert (Marius).
- septembre 2007 : Marius et Fanny, opéra inspiré des deux premiers romans de la trilogie marseillaise, sur une musique de Vladimir Cosma et dans une mise en scène de Jean-Louis Grinda ; avec Roberto Alagna et Angela Gheorghiu - spectacle musical commandé par l'Opéra de Marseille (avec l'accord de Jacqueline Pagnol).

### Bande dessinée
- 1997 : L'Eau des collines, diptyque composé des adaptations de Jean de Florette et Manon des sources, écrites et dessinées par Jacques Ferrandez, publiées aux éditions Casterman
- Depuis 2015 : collection Marcel Pagnol, dans la collection Grand Angle des éditions Bamboo, adaptations de l'œuvre littéraire et cinématographique de Pagnol, écrites par Serge Scotto et Éric Stoffel, dessinées par des auteurs différents selon les tomes.